# Bob de Jong
Bob Johannes Carolus de Jong (Leimuiden, 13 de noviembre de 1976) es un deportista neerlandés que compitió en patinaje de velocidad sobre hielo.
Participó en cinco Juegos Olímpicos de Invierno, entre los años 1998 y 2014, obteniendo en total cuatro medallas (las cuatro en la distancia de 10 000 m): plata en Nagano 1998, oro en Turín 2006, bronce en Vancouver 2010 y bronce en Sochi 2014.
Ganó 20 medallas en el Campeonato Mundial de Patinaje de Velocidad sobre Hielo en Distancia Individual entre los años 1997 y 2013.

## Palmarés internacional
| Juegos Olímpicos                           | Juegos Olímpicos                | Juegos Olímpicos  | Juegos Olímpicos |
| Año                                        | Lugar                           | Medalla           | Prueba           |
| ------------------------------------------ | ------------------------------- | ----------------- | ---------------- |
| 1998                                       | Nagano (Japón)                  | Medalla de plata  | 10 000 m         |
| 2006                                       | Turín (Italia)                  | Medalla de oro    | 10 000 m         |
| 2010                                       | Vancouver (Canadá)              | Medalla de bronce | 10 000 m         |
| 2014                                       | Sochi (Rusia)                   | Medalla de bronce | 10 000 m         |
| Campeonato Mundial en Distancia Individual |                                 |                   |                  |
| Año                                        | Lugar                           | Medalla           | Prueba           |
| 1997                                       | Varsovia (Polonia)              | Medalla de bronce | 10 000 m         |
| 1998                                       | Calgary (Canadá)                | Medalla de plata  | 10 000 m         |
| 1999                                       | Heerenveen (Países Bajos)       | Medalla de oro    | 10 000 m         |
| 1999                                       | Heerenveen (Países Bajos)       | Medalla de bronce | 5000 m           |
| 2000                                       | Nagano (Japón)                  | Medalla de plata  | 5000 m           |
| 2000                                       | Nagano (Japón)                  | Medalla de plata  | 10 000 m         |
| 2001                                       | Salt Lake City (Estados Unidos) | Medalla de oro    | 5000 m           |
| 2001                                       | Salt Lake City (Estados Unidos) | Medalla de plata  | 10 000 m         |
| 2003                                       | Berlín (Alemania)               | Medalla de oro    | 10 000 m         |
| 2003                                       | Berlín (Alemania)               | Medalla de plata  | 5000 m           |
| 2004                                       | Seúl (Corea del Sur)            | Medalla de plata  | 10 000 m         |
| 2005                                       | Inzell (Alemania)               | Medalla de oro    | 10 000 m         |
| 2005                                       | Inzell (Alemania)               | Medalla de plata  | 5000 m           |
| 2008                                       | Nagano (Japón)                  | Medalla de bronce | 10 000 m         |
| 2009                                       | Richmond (Canadá)               | Medalla de bronce | 10 000 m         |
| 2011                                       | Inzell (Alemania)               | Medalla de oro    | 5000 m           |
| 2011                                       | Inzell (Alemania)               | Medalla de oro    | 10 000 m         |
| 2012                                       | Heerenveen (Países Bajos)       | Medalla de oro    | 10 000 m         |
| 2012                                       | Heerenveen (Países Bajos)       | Medalla de plata  | 5000 m           |
| 2013                                       | Sochi (Rusia)                   | Medalla de bronce | 10 000 m         |